# Noord-Macedonië en de Europese Unie
De toetreding van Noord-Macedonië tot de Europese Unie heeft de hoogste strategische prioriteit van de Macedonische regering. Dit doel wordt door de meerderheid van de bevolking en politici gesteund. Men vroeg het lidmaatschap van de Europese Unie aan op 22 maart 2004. Het motto van de kandidaatstelling is "De zon is ook een ster" en refereert aan de zon op de Macedonische vlag die tussen de andere sterren van de vlag van de Europese Unie staat afgebeeld op het logo van de kandidaatstelling.
Een struikelblok voor de toetreding was een conflict met Griekenland over de naam van het land. Griekenland vond dat het naamdeel ‘Macedonië’ exclusief voorbehouden moest zijn voor haar eigen regio Macedonië.
In april 2015 plaatste minister-president Gruevski tijdens een tv-uitzending een nieuw obstakel. Het land zou niet bereid zijn de EU consensus aangaande LGBT-rechten te accepteren.
Een eerder struikelblok, de behandeling van de Albanese minderheid in Noord-Macedonië is naar de mening van zowel de Europese Raad als de Europese Commissie wel opgelost, zo gaven zij in december 2005 te kennen. Het Europees Parlement drong in mei 2013 bij de lidstaten aan op haast maken met toetredingsonderhandelingen. De Europese Raad wilde echter dat Macedonië en Griekenland eerst een oplossing vonden voor het 'naamconflict'. Op 12 juni 2018 werd er uiteindelijk een akkoord gesloten tussen de Macedonische en Griekse regering over een naamsverandering, het land Macedonië kreeg op 13 februari 2019 de naam 'Republiek van Noord-Macedonië'. Hiermee was een van de grootste struikelblokken tot toetreding van de baan.
In juni 2018 besloten de ministers van buitenlandse zaken van de EU-landen dat in juni 2019 de toetredingsonderhandelingen mochten beginnen.
Een jaar later, eind maart 2020, viel dan in Brussel het vervolgbesluit de onderhandelingen te beginnen. Later dat jaar blokkeerde Bulgarije het proces echter alsnog, omdat het eiste dat de Macedonische taal niet erkend wordt als taal, die een Bulgaars dialect zou zijn, dat Bulgarije geen Macedonische minderheid hoeft te erkennen en dat er geen Macedonische territoriale aanspraken op Bulgaars grondgebied zouden komen. In 2022 staakte Bulgarije het verzet onder voorwaarden die zijn opgenomen in een voorstel van Frankrijk, dat toen voorzitter was van de EU. Volgens dat plan moet Noord-Macedonië in de grondwet opnemen dat Bulgaren een etnische minderheid in het land zijn en bescherming van die groep wordt gegarandeerd.

## Onderhandelingen
| Gemeenschapsrecht                                             | Screening begonnen    | Screening voltooid | Hoofdstuk geopend | Hoofdstuk afgesloten |
| ------------------------------------------------------------- | --------------------- | ------------------ | ----------------- | -------------------- |
| 1. Vrij verkeer van goederen                                  | –                     | –                  | –                 | –                    |
| 2. Vrij verkeer van werknemers                                | –                     | –                  | –                 | –                    |
| 3. Recht van vestiging en vrije dienstverrichting             | –                     | –                  | –                 | –                    |
| 4. Vrij verkeer van kapitaal                                  | –                     | –                  | –                 | –                    |
| 5. Overheidsopdrachten                                        | –                     | –                  | –                 | –                    |
| 6. Vennootschapsrecht                                         | –                     | –                  | –                 | –                    |
| 7. Wet inzake intellectuele eigendom                          | –                     | –                  | –                 | –                    |
| 8. Concurrentiebeleid                                         | –                     | –                  | –                 | –                    |
| 9. Financiële diensten                                        | –                     | –                  | –                 | –                    |
| 10. Informatiemaatschappij en media                           | –                     | –                  | –                 | –                    |
| 11. Landbouw                                                  | –                     | –                  | –                 | –                    |
| 12. Voedselveiligheid, veterinair en fytosanitair beleid      | –                     | –                  | –                 | –                    |
| 13. Visserij                                                  | –                     | –                  | –                 | –                    |
| 14. Vervoersbeleid                                            | –                     | –                  | –                 | –                    |
| 15. Energie                                                   | –                     | –                  | –                 | –                    |
| 16. Belasting                                                 | –                     | –                  | –                 | –                    |
| 17. Economisch en monetair beleid                             | –                     | –                  | –                 | –                    |
| 18. Statistiek                                                | –                     | –                  | –                 | –                    |
| 19. Sociaal beleid en werkgelegenheid                         | –                     | –                  | –                 | –                    |
| 20. Ondernemings- & industriebeleid                           | –                     | –                  | –                 | –                    |
| 21. Trans-Europese Netwerken                                  | –                     | –                  | –                 | –                    |
| 22. Regionaal beleid en coördinatie van structuurinstrumenten | –                     | –                  | –                 | –                    |
| 23. Rechterlijke macht en fundamentele rechten                | –                     | –                  | –                 | −                    |
| 24. Justitie, vrijheid en veiligheid                          | –                     | –                  | –                 | –                    |
| 25. Wetenschap en onderzoek                                   | –                     | –                  | –                 | –                    |
| 26. Onderwijs en cultuur                                      | –                     | –                  | –                 | –                    |
| 27. Milieu                                                    | –                     | –                  | –                 | –                    |
| 28. Bescherming consumenten en volksgezondheid                | –                     | –                  | –                 | –                    |
| 29. Douane-unie                                               | –                     | –                  | –                 | –                    |
| 30. Buitenlandse betrekkingen                                 | –                     | –                  | –                 | –                    |
| 31. Buitenlands, veiligheids- en defensiebeleid               | –                     | –                  | –                 | –                    |
| 32. Financiële controle                                       | –                     | –                  | –                 | –                    |
| 33. Financiële en budgettaire bepalingen                      | –                     | –                  | –                 | –                    |
| 34. Instellingen                                              | Niets om aan te nemen | –                  | –                 | –                    |
| 35. Andere kwesties                                           | Niets om aan te nemen | –                  | –                 | –                    |
| Voortgang                                                     | 0 van de 33           | 0 van de 33        | 0 van de 33       | 0 van de 33          |

Oprichting:

1957: ondertekening Verdrag van Rome door:
België · Frankrijk · Bondsrepubliek Duitsland · Nederland · Luxemburg · Italië

1958: oprichting Europese Economische Gemeenschap

Uitbreidingen:

1973: Denemarken · Ierland · Verenigd Koninkrijk

1981: Griekenland

1986: Portugal · Spanje

1995: Finland · Oostenrijk · Zweden

2004: Cyprus · Estland · Hongarije · Letland · Litouwen · Malta · Polen · Slovenië · Slowakije · Tsjechië

2007: Bulgarije · Roemenië

2013: Kroatië

Kandidaat-lidstaten:

Albanië · Bosnië en Herzegovina · Georgië · Moldavië · Montenegro · Oekraïne · Noord-Macedonië · Servië · Turkije

Potentiële lidstaten:

Kosovo 

Staten die hun aanvraag introkken:

IJsland · Liechtenstein · Noorwegen · Zwitserland
Overige Europese staten:

Armenië · Azerbeidzjan · Wit-Rusland · Rusland
Uitgetreden staten:

2020: Verenigd Koninkrijk